# Robyn Stewart
Robyn Elizabeth Stewart, geborene Beggs (* 10. April 1990 in Belfast) ist eine ehemalige irische Bahnradsportlerin.

## Sportliche Laufbahn
2013 heiratete Robyn Stewart, die Hockey für den Hillhead Ladies Hockey Club in Glasgow spielte, den britischen Bahnrad-Nationaltrainer Kevin Stewart. Im Jahr darauf war sie als Zuschauerin bei den Bahnradsport-Wettbewerben der Commonwealth Games in Glasgow, bei denen auch der Bruder ihres Mannes, Mark Stewart, für Schottland startete. Von der Sportart begeistert entschied sie sich, vom Hockey zum Bahnradsport zu wechseln; ihr Mann wurde zunächst ihr Trainer.
Schon im Jahr darauf, 2015, holte Stewart mit Emma Baird bei einem UCI-Bahnrennen in Manchester ihren ersten Erfolg im Teamsprint, im Keirin belegte sie Platz zwei. 2017 errang sie vier irische Meistertitel, in Keirin, Teamsprint (mit Autumn Collins), 500-Meter-Zeitfahren und im Sprint. 2018 startete sie bei den Commonwealth Games im australischen Gold Coast und belegte im Sprint Platz elf und im Keirin Platz zwölf. Im selben Jahr wurde sie irische Meisterin im Sprint und im Zeitfahren. Sie lebte und trainierte im Manchester Velodrome und arbeitete in Teilzeit weiterhin in ihrem Beruf als Zahnärztin.

## Privates
Robyn Stewart war verheiratet mit dem Radsporttrainer Kevin Stewart. Im November 2020 wurde Stewart von seinem Amt als britischer Nationalcoach für die Kurzzeitdisziplinen auf der Bahn entbunden, nachdem Vorwürfe von „unangemessenen Beziehungen zu einer Sportlerin“ gegen ihn aufgekommen worden waren. Bis April 2019 hatte Stewart den mehrfachen Olympiasieger Jason Kenny trainiert. Robyn Stewart nahm wieder ihren Mädchennamen Beggs an und arbeitet weiterhin als Zahnärztin.

## Erfolge
2017
- Irische Meisterin – Sprint, Keirin, Teamsprint (mit Autumn Collins), 500-Meter-Zeitfahren

2018
- Irische Meisterin – Sprint, 500-Meter-Zeitfahren

2019
- Irische Meisterin – Sprint, Keirin, Teamsprint (mit Eimer McMullan)